# Dekret aprobacyjny
Dekret aprobacyjny (łac. decretum approbationis) – dokument, na mocy którego zgromadzenie zakonne otrzymuje definitywne zatwierdzenie Stolicy Apostolskiej.
Udziela się go po upływie pewnego czasu od uzyskania dekretu pochwalnego. W tym czasie zgromadzenie musi wykazać znaczny rozwój działalności apostolskiej, wypracować właściwą strukturę prawno-organizacyjną, przestrzegać karności zakonnej.